# Prix de vente
Le prix de vente est le prix proposé par un vendeur à un acheteur. 
Lors d'une transaction commerciale le prix de vente est toujours aussi un prix d'achat, chaque concept étant relatif aux acteurs de l'échange. Leur négociation peut influer sur ce prix, quels que soient ses mécanismes : négociation directe, intermédiaires et courtiers, truchement d'association de consommateurs, décisions politiques d'intervention sur les prix, loi de l'offre et de la demande, etc.
Chaque profession utilise des mécanismes propres pour déterminer ses prix de vente.

## Détermination du Prix de vente
Si un produit est revendu sans transformation :
- Prix fournisseur : prix d'achat HT (hors taxe) facturé par le fournisseur - remises déduites sur facture
- Cout d'achat : prix d'achat HT + frais sur achat (par ex : transport payé sur achat)
- Prix de vente HT : Cout d'achat + marge
- Prix de vente TTC : Prix de vente HT + (Prix de vente HT X TVA)

Si un produit est transformé ou entièrement fabriqué :
- prix de revient : Somme des couts d'achat HT des matières et produits entrant dans la composition du produit à vendre + main d’œuvre + cotisation sociales+ amortissements de l’outil industriel + frais de commercialisation
- Prix de vente HT : prix de revient + marge
- Prix de vente TTC : Prix de vente HT + montant de la TVA

## Commerce de détail
Dans le cas particulier du commerce, d'un point de vente, le prix de vente est en principe librement déterminé par rapport : 
au cout d'achat et aux taxes éventuellement redevables sur la vente
au prix pratiqué par la concurrence présente sur la zone de chalandise
au prix que l'acheteur présumé acceptera de payer.
C'est le prix affiché dans le point de vente :
tel que payable par le consommateur acheteur
comprend toujours la TVA (si applicable)
doit être exprimé dans l'unité monétaire légale en vigueur (par ex : l'euro)
doit être exprimé pour une quantité non ambigüe (par ex prix à l'unité, à l'emballage, par lot...)
doit respecter les normes prévues pour son affichage (par ex : le prix des biens alimentaires doit toujours être ramené à une unité physique d'usage courant, tels que le kilogramme, le litre...)
Dans un régime de libre concurrence, l'État (par le biais d'un service spécialisé) s'assure que personne ne s'oppose ou ne cherche à influencer le libre jeu de la concurrence (avec le cas échéant sanction de ceux qui font « entrave au libre jeu de la concurrence » ou bâtissent des ententes en vue de fausser la libre détermination des prix de vente).
Par exception, cette liberté de décision peut être supprimée ou encadrée par la puissance publique dans le cas de certains produits ou services réputés sensibles. Pour de tels produits ou services la tarification est dite administrée ou réglementée (par ex : prix du Livre, prix de la consultation médicale, etc.) et s'impose aux décideurs économiques concernés.

### Exemple de fixation du prix de vente d'un jean
Cité in Vente et Action marchande par E. Le Borgne, Foucher Edit, Paris 2001.
| Prix d'achat HT            | PA HT  | 15 euros                    | prix facturé par le fournisseur                                  |
| Taux de TVA                |        | 20,00 %                     | Taux normal applicable sur produits d'habillement de la personne |
| Taux de marque             | 35 %   | ((23,13 - 15)/ 23,13) X 100 | = ((PV HT - PA HT) / PV HT) X 100                                |
| Coefficient multiplicateur | 1,85   | (100+ 20) / (100 -35)       | = PV TTC / PA HT                                                 |
| Prix de vente TTC          | PV TTC | 27,75 euros                 | = 15 euros X 1,85                                                |
| Prix de vente HT           | PV HT  | 23,13 euros                 | = 27,75 / 1,2                                                    |
| Marge dégagée              | MB     | 8,13 euros                  | = 23,13 - 15                                                     |
| Montant TVA                | TVA    | 4,62 euros                  | = 23,13 X 0,2                                                    |